# T. Y. Hilton
Pour les articles homonymes, voir Hilton.
(en) Statistiques sur pro-football-reference
Eugene Marquis Hilton, dit T. Y. Hilton, né le 14 novembre 1989 à Miami, est un joueur américain de football américain.
Il est wide receiver dans National Football League (NFL) entre 2012 et 2022.

## Biographie

### Carrière universitaire
Il a étudié à l'Université internationale de Floride et a joué pour les Panthers de FIU de 2008 à 2011. Il établit plusieurs records au sein des Panthers, notamment sur les réceptions, les yards gagnés en réception et les touchdowns marqués.

### Carrière professionnelle
Il est sélectionné par les Colts d'Indianapolis au troisième tour, 92e rang au total, lors de la draft 2012 de la NFL. À sa première saison professionnelle, il est utilisé comme receveur dans le slot en attaque et comme punt returner dans les unités spéciales. Durant la 12e semaine face aux Bills de Buffalo, il marque un touchdown après avoir fait un retour de punt de 75 yards et est désigné joueur des unités spéciales de la semaine de l'AFC.
Il commence la saison 2013 comme troisième receveur de l'équipe derrière Reggie Wayne et Darrius Heyward-Bey, mais devient le principal receveur des Colts et la principale cible d'Andrew Luck après une blessure de Wayne et une faible production de Heyward-Bey.  Durant la 9e semaine face aux Texans de Houston, alors que les Colts sont menés 24 à 6 en fin de troisième quart-temps, il contribue à leur remontée en marquant 3 touchdowns par la passe de Luck, menant à la victoire des Colts au compte de 27 à 24. Il conclut la saison avec 1 083 yards en réception sur 82 passes attrapées et 5 touchdowns marqués.
Il confirme durant la saison 2014 en dépassant une nouvelle fois la barre des 1 000 yards, avec 1 345 yards en réception, et est sélectionné pour la première fois au Pro Bowl.
En août 2015, il prolonge son contrat avec les Colts pour 5 ans et un montant de 65 millions de dollars. Lors la saison 2016, il mène la ligue sur les yards gagnées à la réception au nombre de 1 448.

## Statistiques
| Année              | Équipe               | MJ                 |     | Passes réceptionnées | Passes réceptionnées | Passes réceptionnées | Passes réceptionnées |       | Courses | Courses | Courses | Courses |  | Fumbles | Fumbles |
| Année              | Équipe               | MJ                 | Nb. | Yards                | Moy.                 | TD                   | Nb.                  | Yards | Moy.    | TD      | Nb.     | Perdus  |  |         |         |
| 2012               | Colts d'Indianapolis | 15                 | 50  | 861                  | 17,2                 | 7                    | 5                    | 29    | 5,8     | 0       | 1       | 0       |  |         |         |
| 2013               | Colts d'Indianapolis | 16                 | 82  | 1 083                | 13,2                 | 5                    | 2                    | 6     | 3       | 0       | 1       | 0       |  |         |         |
| 2014               | Colts d'Indianapolis | 15                 | 82  | 1 345                | 16,4                 | 7                    | 2                    | 20    | 10      | 0       | 3       | 1       |  |         |         |
| 2015               | Colts d'Indianapolis | 16                 | 69  | 1 124                | 16,3                 | 5                    | -                    | -     | -       | -       | 1       | 0       |  |         |         |
| 2016               | Colts d'Indianapolis | 16                 | 91  | 1 448                | 15,9                 | 6                    | -                    | -     | -       | -       | 0       | 0       |  |         |         |
| 2017               | Colts d'Indianapolis | 16                 | 57  | 966                  | 16,9                 | 4                    | -                    | -     | -       | -       | 2       | 1       |  |         |         |
| 2018               | Colts d'Indianapolis | 14                 | 76  | 1 270                | 16,7                 | 6                    | -                    | -     | -       | -       | 0       | 0       |  |         |         |
| 2019               | Colts d'Indianapolis | 10                 | 45  | 501                  | 11,1                 | 5                    | -                    | -     | -       | -       | 0       | 0       |  |         |         |
| Totaux en carrière | Totaux en carrière   | Totaux en carrière | 552 | 8 598                | 15,6                 | 45                   | 9                    | 55    | 6,1     | 0       | 8       | 2       |  |         |         |